# Claire Koch
Claire Koch es una jinete suiza que compitió en la modalidad de doma.
Ganó dos medallas de plata en el Campeonato Mundial de Doma, en los años 1978 y 1982, y dos medallas en el Campeonato Europeo de Doma, plata en 1977 y bronce en 1983.

## Palmarés internacional
| Campeonato Mundial | Campeonato Mundial     | Campeonato Mundial | Campeonato Mundial |
| Año                | Lugar                  | Medalla            | Categoría          |
| ------------------ | ---------------------- | ------------------ | ------------------ |
| 1978               | Goodwood (Reino Unido) | Medalla de plata   | Por equipos        |
| 1982               | Lausana (Suiza)        | Medalla de plata   | Por equipos        |
| Campeonato Europeo |                        |                    |                    |
| Año                | Lugar                  | Medalla            | Categoría          |
| 1977               | San Galo (Suiza)       | Medalla de plata   | Por equipos        |
| 1983               | Aquisgrán (RFA)        | Medalla de bronce  | Por equipos        |